# Louis-Eugène Lambert
Pour les articles homonymes, voir Louis Lambert et Lambert.
Louis-Eugène Lambert, né à Paris le 24 septembre 1825 et mort dans la même ville le 14 mai 1900, est un peintre animalier français. 

## Biographie
Élève d'Eugène Delacroix, qui finance ses œuvres, et de Paul Delaroche, Louis-Eugène Lambert se spécialise dans la représentation des chats et des chiens. Il débute au Salon de 1847 et y prend le surnom de « Lambert des chats » ou de « Raphaël des chats ». Ses tableaux connaissent un grand succès commercial.
Ami de Maurice Sand, en 1844, il s'installe à Nohant chez George Sand. Ne devant y rester à l'origine qu'un mois, il y demeurera 14 ans, nouant une durable amitié avec les Sand - avec qui il entretiendra une riche correspondance. Il participera activement au théâtre de Nohant, notamment à travers la peinture de décors. 
Le 9 octobre 1862, il épouse Victorine Gaitet à Paris. 
Il est membre de la Société d'aquarellistes français de 1879 à 1896.
Il meurt à son domicile le 17 mai 1900 au 40, avenue Henri-Martin (actuelle avenue Georges-Mandel) à Paris, dans le 16e arrondissement. 
Il est inhumé à Paris au cimetière du Père-Lachaise (56e division).
Ses œuvres sont conservées dans des musées réputés : à Londres au British Museum, à Paris anciennement au musée du Luxembourg, au musée des Beaux-Arts de Dijon, au musée des Beaux-Arts de Nantes, au Stedelijk Museum Amsterdam, à New York au Brooklyn Museum, au Cincinnati Art Museum, au musée communal des Beaux-Arts d'Ixelles, à Ixelles au musée d'Art et d'Histoire Romain-Rolland, etc.

## Récompenses et distinctions
- Chevalier de la Légion d'honneur en 1871.
- Médaille de 3e classe à l'Exposition universelle de 1878.

## Galerie

Œuvres de Louis-Eugène Lambert
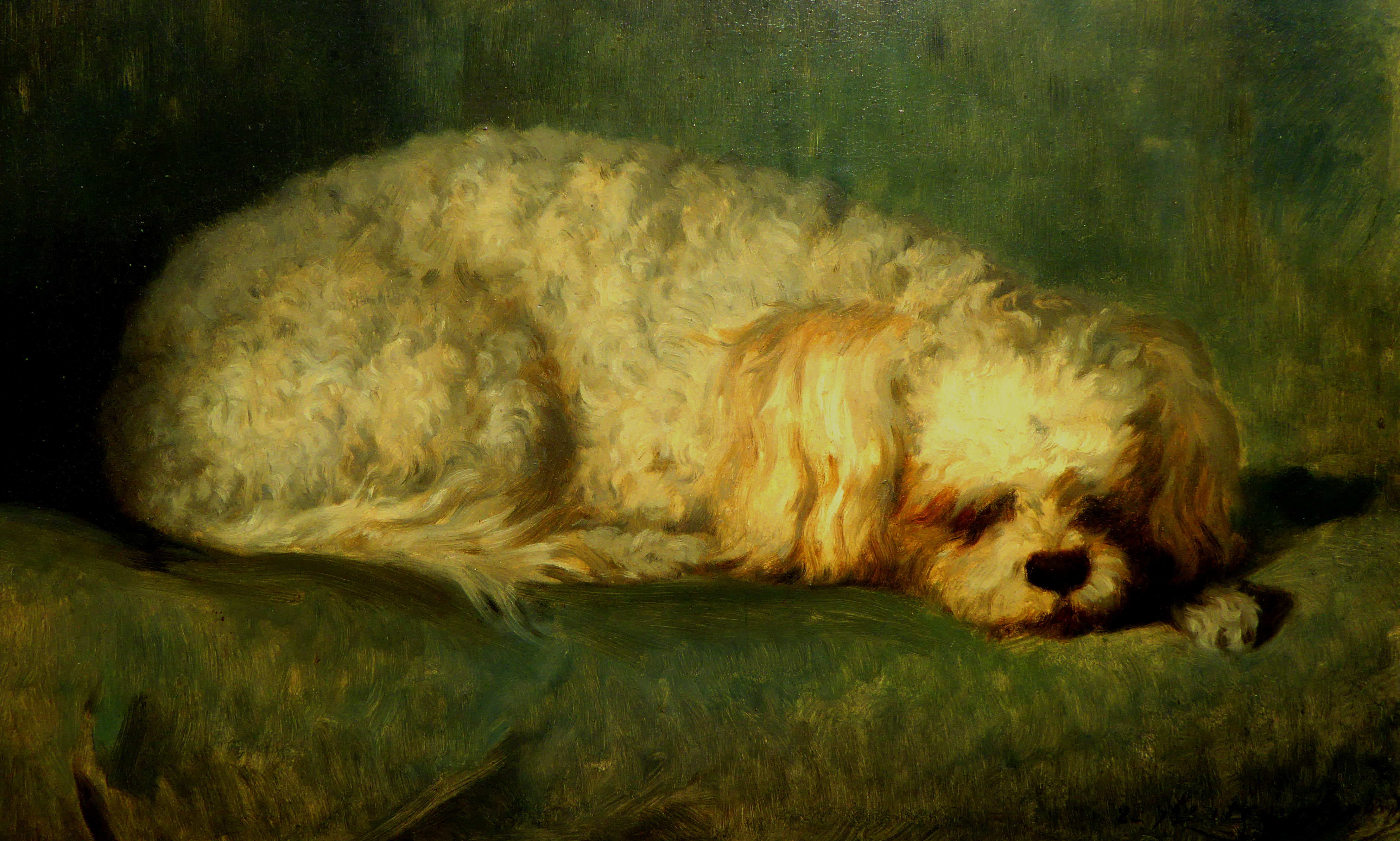
Chien sur fond vert (1850), localisation inconnue.
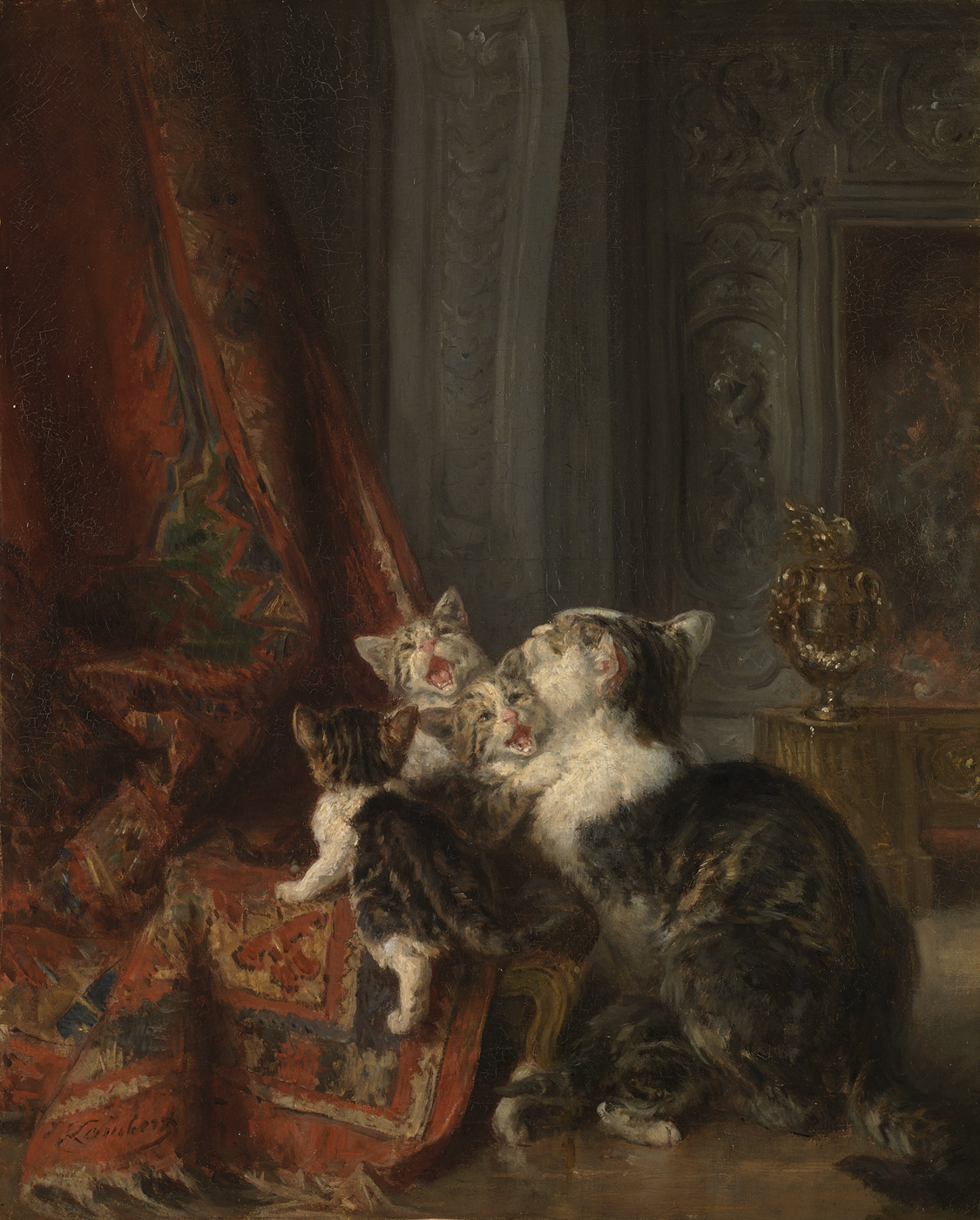
Intérieur avec chats, musée d'Amsterdam.
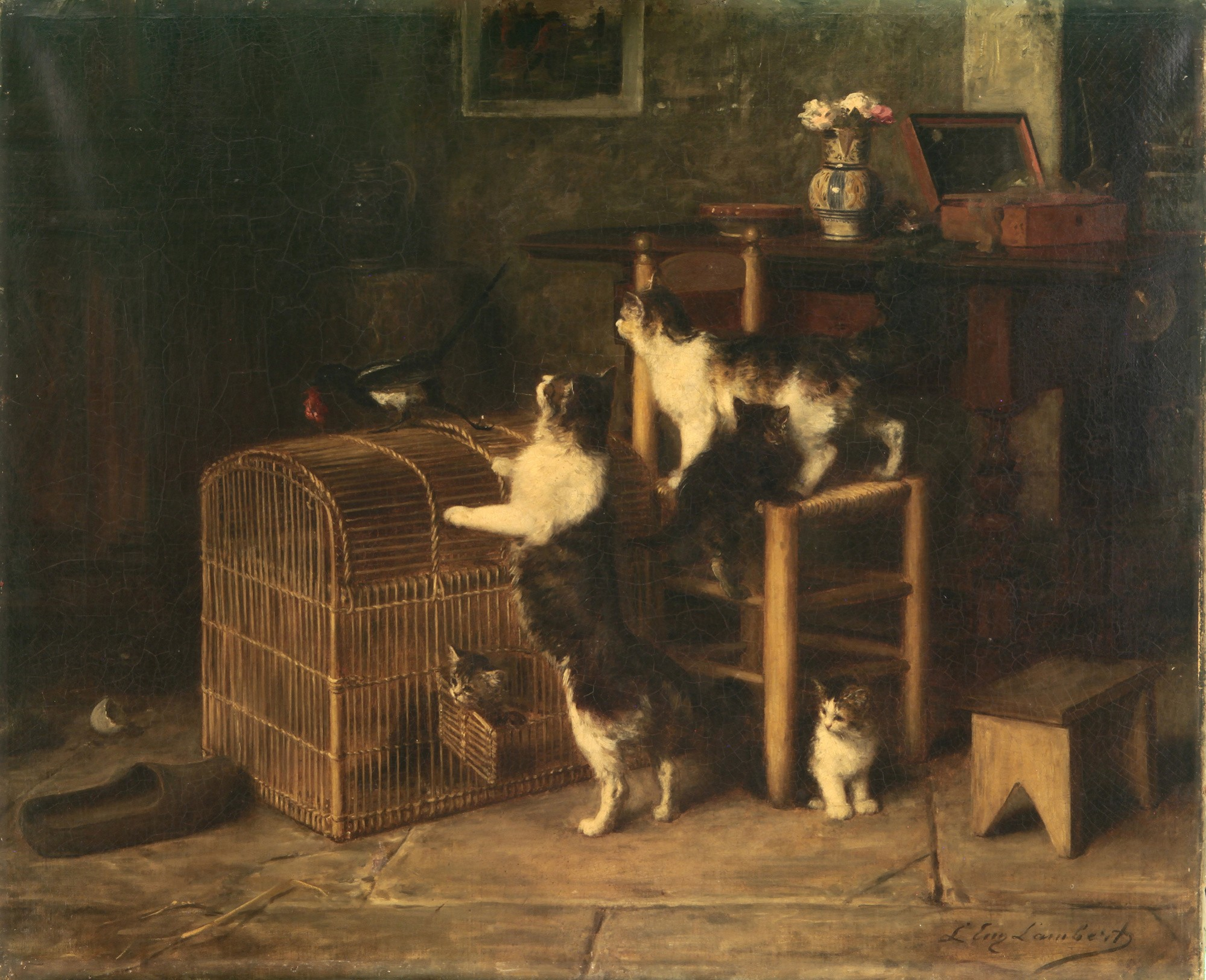
Invasion, Buenos Aires, musée national des Beaux-Arts.
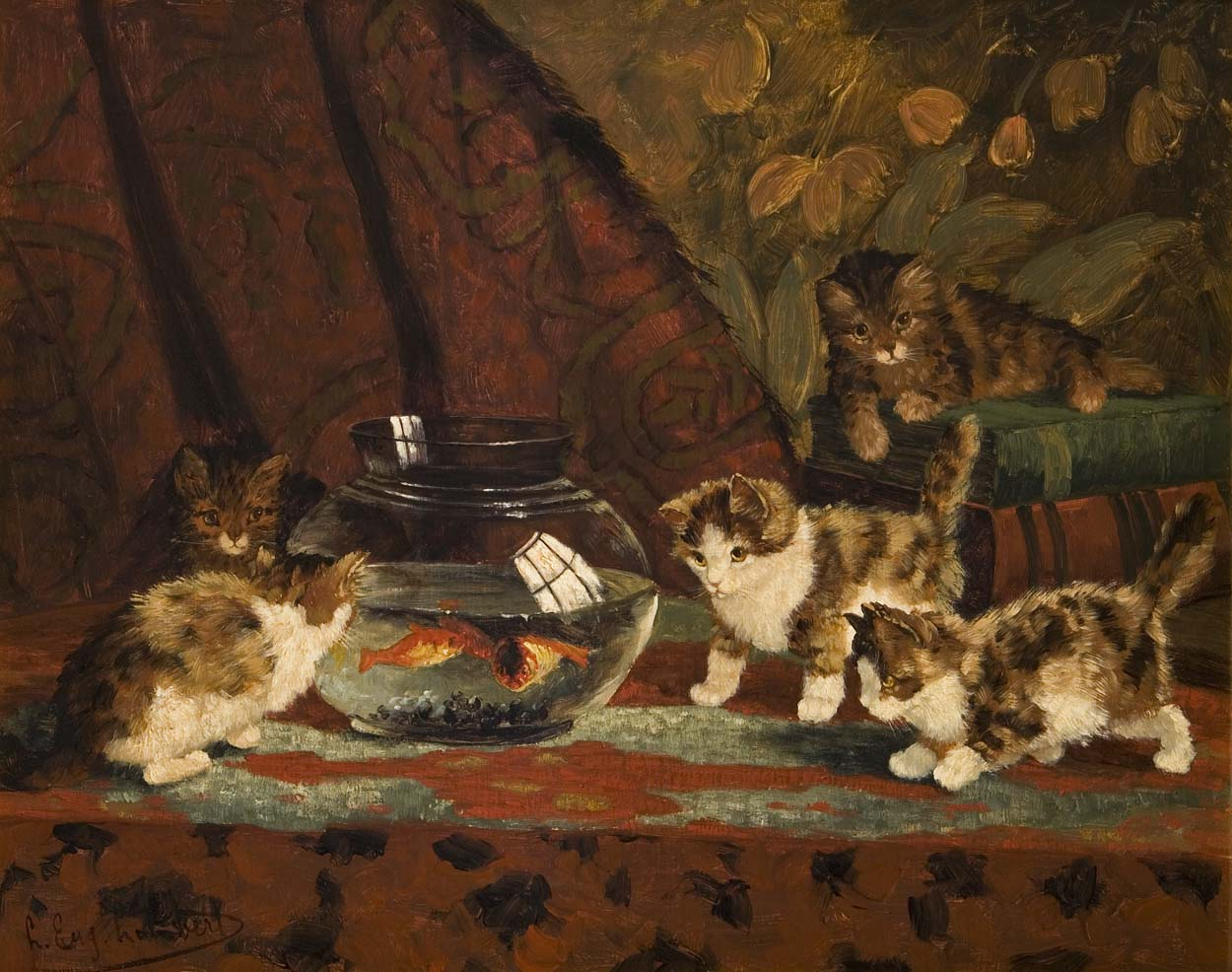
Autour de l'aquarium, localiation inconnue.
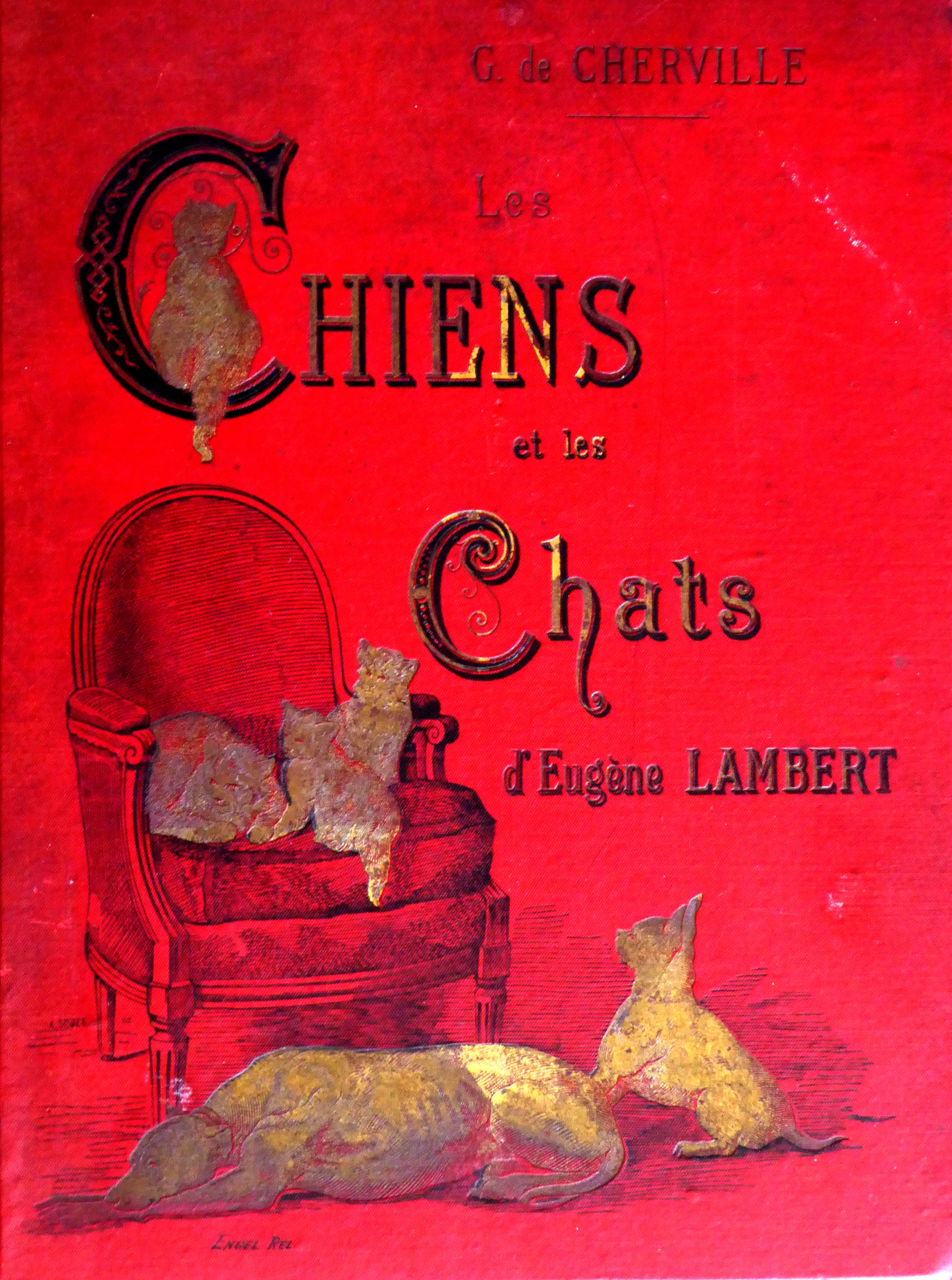
Les chiens et les chats d' Eugène Lambert (1888), illustration de couverture.
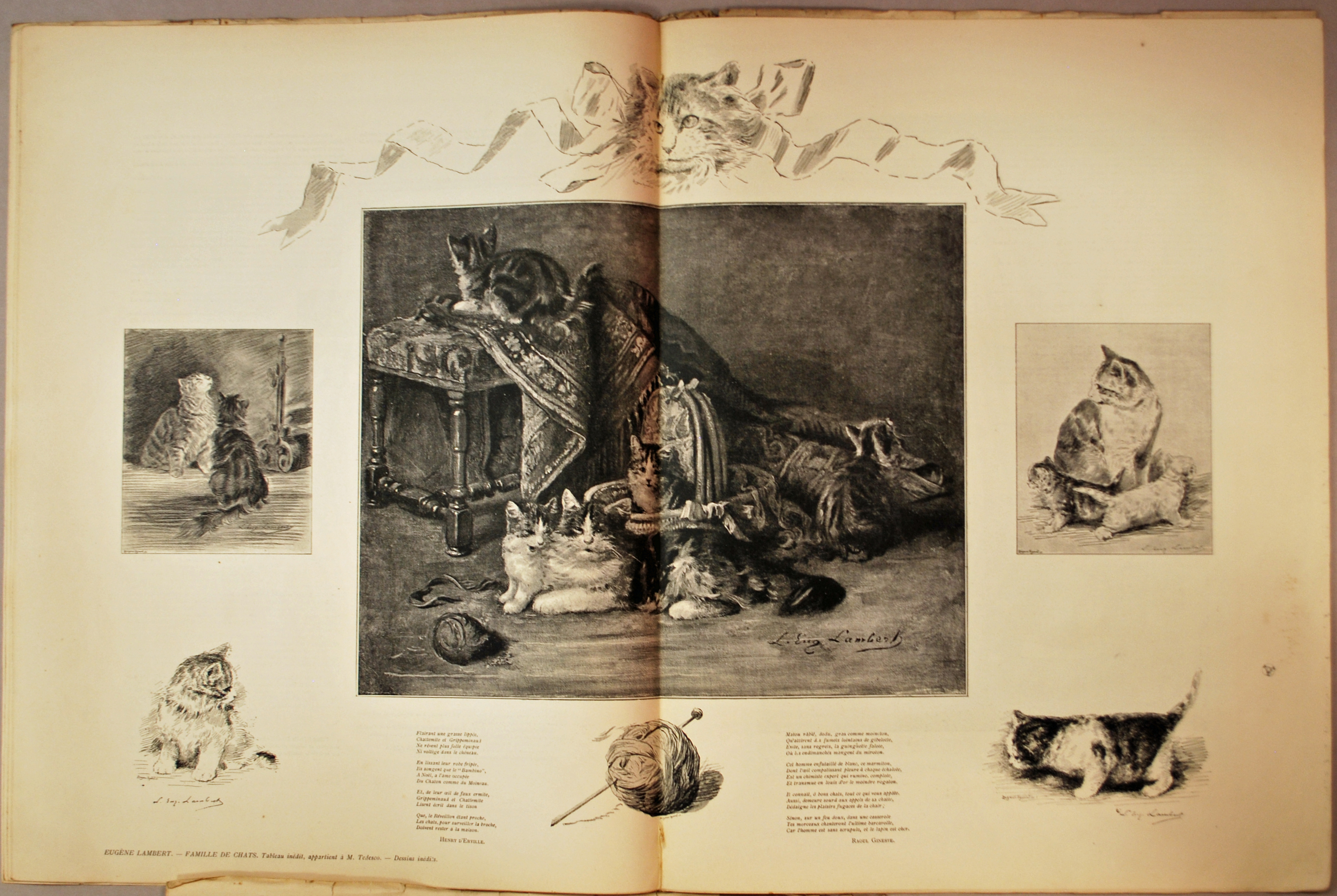
Famille de chats (1893), revue Paris-Noël.